# Американская еврейская всемирная служба
Американская еврейская всемирная служба (англ. American Jewish World Service) — благотворительная организация. Организация ставит целью борьбу с нищетой, голодом и болезнями в развивающихся странах вне зависимости от расы, пола и религии.
Организация поддерживает более 200 проектов развития в 40 странах мира и оказывает помощь регионам, пострадавшим от катастроф и стихийных бедствий.